# 슈퍼크로스
《슈퍼크로스》(영어: Supercross)는 미국에서 제작된 스티브 보이엄 감독의 2005년 액션 영화이다. 스티브 하우이, 마이크 보걸 등이 출연하였고, 스티브 오스틴 등이 제작에 참여하였다.

## 출연
- 스티브 하우이
- 마이크 보걸
- 캐머런 리처드슨
- 소피아 부시
- 채닝 테이텀
- 로버트 캐러딘
- 로버트 패트릭
- 에런 카터
- 라이언 로크
- J. D. 파도
- 데이비드 카스티요
- 얼래나 오스틴

## 기타 제작진
- 공동 제작: 마이클 어마토
- 협력 제작: 은징가 가비, 수잰 홀랜드
- 배역: 재닛 허션슨, 제인 젱킨스, 미셸 르윗
- 미술: 맥스 비스코
- 시각 효과 제작 감독: 대니 S. 김